# 艾诺阿
艾诺阿（法語：Ainhoa，法語發音：[ajnɔa]）是法国大西洋比利牛斯省的一个市镇，属于巴约讷区。

## 地理
艾诺阿（43°18'24"N, 1°29'55"W）面积16.19 平方千米，位于法国新阿基坦大区大西洋比利牛斯省，该省份为法国东南部省份，涵盖了贝阿恩与北巴斯克，西临大西洋比斯開灣，北至朗德省，东北接热尔省，东临上比利牛斯省，南与西班牙接壤。
与艾诺阿接壤的市镇（或旧市镇、城区）包括：埃斯珀莱特、尼韦勒河畔圣佩、苏拉伊德、乌达克斯、伊察苏、巴斯坦。
艾诺阿的时区为UTC+01:00、UTC+02:00（夏令时）。

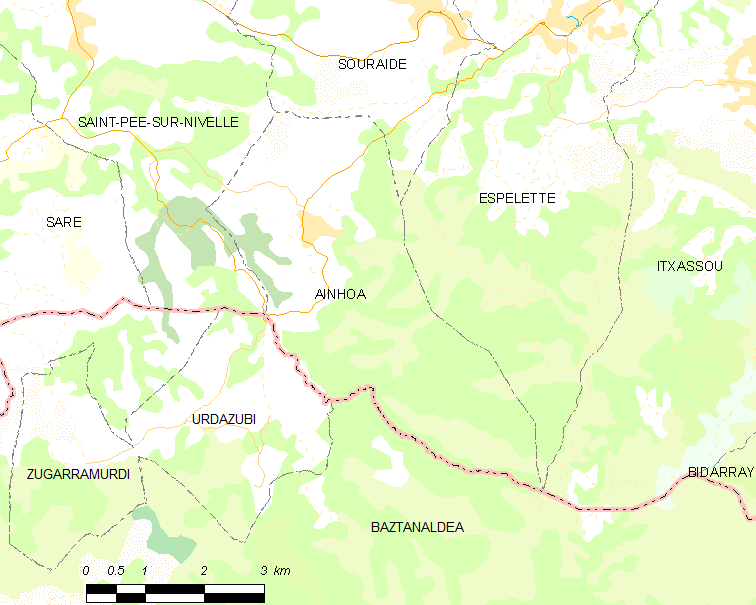
艾诺阿的OSM定位图

## 行政
艾诺阿的邮政编码为64250，INSEE市镇编码为64014。

## 政治
艾诺阿所属的省级选区为于斯塔里茨-尼夫河与尼韦勒河谷县。

## 人口

1962-2008年间艾诺阿人口变化图示

艾诺阿于2022年1月1日时的人口数量为665人。